# Карл Фридрих Вилхелм фон Зайн-Витгенщайн-Хоенщайн
Карл Фридрих Вилхелм фон Сайн-Витгенщайн-Хоенщайн (на немски: Karl (Carl) Friedrich Wilhelm von Sayn-Wittgenstein-Hohenstein; * 19 януари 1708, Берлин; † 9 юни 1756, Витгенщайн) е граф на Сайн-Витгенщайн-Хоенщайн.

## Живот
Той е син на политика граф Август фон Зайн-Витгенщайн-Хоенщайн (1663 – 1735) и първата му съпруга графиня Конкордия фон Сайн-Витгенщайн (1679 – 1709), дъщеря на граф Фридрих Вилхелм фон Зайн-Витгенщайн-Хоенщайн (1647 – 1685) и съпругата му графиня Шарлота Луиза фон Лайнинген-Дагсбург-Харденбург (1652 – 1713). Сестра му София Поликсена Конкордия (1709 – 1781) е омъжена 1728 г. за княз Фридрих Вилхелм II фон Насау-Зиген (1706 – 1734). По-малкият му полубрат Хайнрих Ернст Август (1715 – 1792) е граф на Сайн-Витгенщайн-Хоенщайн-Хомбург.
Карл Фридрих Вилхелм умира на 9 юни 1756 г. във Витгенщайн на 48 години. През 1801 г. представителите на линията Сайн-Витгенщайн-Хоенщайн са издигнати на имперски князе. Неговият внук Фридрих Карл (1766 – 1837) става княз на Сайн-Витгенщайн-Хоенщайн.

## Фамилия
Първи брак: на 6 май 1738 г. в Зиген с принцеса Августа Албертина фон Насау-Зиген (* 9 септември 1712, Зиген; † 22 февруари 1742, Витгенщайн), дъщеря на княз Фридрих Вилхелм I Адолф фон Насау-Зиген (1680 – 1722) и втората му съпруга принцеса Амалия Луиза от Курландия (1687 – 1750). Тя е полусестра на зет му княз Фридрих Вилхелм II фон Насау-Зиген. Те имат две деца:
- Луиза Фридерика Каролина София Августа (* 3 март 1739; † 4 май 1788)
- Йохан Лудвиг (* 3 Ауг 1740; † 27 март 1796), граф на Сайн-Витгенщайн-Хоенщайн, женен I. на 21 март 1761 г. в Бургфарнбах за графиня Фридерика Каролина Луиза фон Пюклер-Лимпург (* 9 юни 1738; † 27 юли 1772), II. на 9 ноември 1772 г. за нейната сестра графиня Вилхелмина Хенриета Каролина фон Пюклер-Лимпург (* 30 август 1746; † 20 март 1800)

Втори брак: на 12 юни 1743 г. с Елизабет Хедвиг фон Насау-Зиген (* 19 април 1719, Зиген; † 10 януари 1789, Витгенщайн), дъщеря на княз Фридрих Вилхелм I Адолф фон Насау-Зиген и втората му съпруга принцеса Амалия Луиза от Курландия. Елизабет Хедвиг е сестра на първата му съпруга Августа Албертина. Те имат един син:
- Карл Теодор Вилхелм Лудвиг Фердинанд (* 27 април 1744; † 3 ноември 1817), граф на Сайн-Витгенщайн, женен 1774 г. за Мария Аполония фон Льовенфинкен (* 1748; † 16 юни 1822)